# Élections municipales de 2014 dans le Cher
Les élections municipales se sont déroulées les 23 et 30 mars 2014 dans le Cher.

## Maires sortants et maires élus
Le scrutin est marqué par stabilité politique complète avec la reconduction de tous les maires sortants. 
| Commune                 | Population | Maire sortant           | Parti | Parti | Maire élu               | Parti | Parti |
| ----------------------- | ---------- | ----------------------- | ----- | ----- | ----------------------- | ----- | ----- |
| Argent-sur-Sauldre      | 2 183      | Denis Mardesson         |       | DVD   | Denis Mardesson         |       | DVD   |
| Aubigny-sur-Nère        | 5 680      | Michel Autissier        |       | UMP   | Michel Autissier        |       | UMP   |
| Avord                   | 2 765      | Pierre-Étienne Goffinet |       | UMP   | Pierre-Étienne Goffinet |       | UMP   |
| Bourges                 | 66 602     | Serge Lepeltier         |       | UDI   | Pascal Blanc            |       | UDI   |
| Châteaumeillant         | 2 008      | Guy Bergerault          |       | DVD   | Guy Bergerault          |       | DVD   |
| Dun-sur-Auron           | 4 459      | Louis Cosyns            |       | UMP   | Louis Cosyns            |       | UMP   |
| Foëcy                   | 2 062      | Patrick Tournant        |       | PCF   | Patrick Tournant        |       | PCF   |
| La Chapelle-Saint-Ursin | 3 246      | Yvon Beuchon            |       | DVG   | Yvon Beuchon            |       | DVG   |
| La Guerche-sur-l'Aubois | 3 331      | Pierre Ducastel         |       | DVD   | Pierre Ducastel         |       | DVD   |
| Marmagne                | 2 029      | Aymar de Germay         |       | UDI   | Aymar de Germay         |       | UDI   |
| Mehun-sur-Yèvre         | 6 829      | François Pillet         |       | UMP   | Jean-Louis Salak        |       | UMP   |
| Méreau                  | 2 437      | Alain Mornay            |       | DIV   | Alain Mornay            |       | DIV   |
| Saint-Amand-Montrond    | 10 646     | Thierry Vinçon          |       | UMP   | Thierry Vinçon          |       | UMP   |
| Saint-Doulchard         | 9 199      | Daniel Bézard           |       | DVD   | Daniel Bézard           |       | DVD   |
| Saint-Florent-sur-Cher  | 6 605      | Roger Jacquet           |       | PCF   | Roger Jacquet           |       | PCF   |
| Saint-Germain-du-Puy    | 4 930      | Maxime Camuzat          |       | PCF   | Maxime Camuzat          |       | PCF   |
| Saint-Martin-d'Auxigny  | 2 228      | Fabrice Chollet         |       | DVG   | Fabrice Chollet         |       | DVG   |
| Sancoins                | 3 301      | Pierre Guiblin          |       | DVG   | Pierre Guiblin          |       | DVG   |
| Trouy                   | 3 819      | Gérard Santosuosso      |       | PRG   | Gérard Santosuosso      |       | PRG   |
| Vierzon                 | 26 743     | Nicolas Sansu           |       | PCF   | Nicolas Sansu           |       | PCF   |
| Vignoux-sur-Barangeon   | 2 125      | Marc Delas              |       | DVG   | Philippe Bulteau        |       | DVG   |

## Résultats dans les communes de plus de1 000 habitants

### Allogny
- Maire sortant : Jacques Chollet
- 15 sièges à pourvoir au conseil municipal (population légale 2011 : 1 032 habitants)
- 2 sièges à pourvoir au conseil communautaire (CC Terres du Haut Berry)

|                | Alain Thebault     | SE             | 322 | 59,08  | 12 | 2 |  |  |
|                | Stephane Aumeunier | SE             | 223 | 40,91  | 3  |   |  |  |
|                |                    |                |     |        |    |   |  |  |
| Inscrits       | Inscrits           | Inscrits       | 817 | 100,00 |    |   |  |  |
| Abstentions    | Abstentions        | Abstentions    | 257 | 31,46  |    |   |  |  |
| Votants        | Votants            | Votants        | 560 | 68,54  |    |   |  |  |
| Blancs et nuls | Blancs et nuls     | Blancs et nuls | 15  | 2,68   |    |   |  |  |
| Exprimés       | Exprimés           | Exprimés       | 545 | 97,32  |    |   |  |  |

### Argent-sur-Sauldre
- Maire sortant : Denis Mardesson
- 19 sièges à pourvoir au conseil municipal (population légale 2011 : 2 183 habitants)
- 5 sièges à pourvoir au conseil communautaire (CC Sauldre et Sologne)

|                          | Denis Mardesson * | DVD            | 803   | 67,30  | 16 | 5 |  |  |
|                          | Pascal Vilain     | DVD            | 390   | 32,69  | 3  |   |  |  |
|                          |                   |                |       |        |    |   |  |  |
| Inscrits                 | Inscrits          | Inscrits       | 1 805 | 100,00 |    |   |  |  |
| Abstentions              | Abstentions       | Abstentions    | 530   | 29,36  |    |   |  |  |
| Votants                  | Votants           | Votants        | 1 275 | 70,64  |    |   |  |  |
| Blancs et nuls           | Blancs et nuls    | Blancs et nuls | 82    | 6,43   |    |   |  |  |
| Exprimés                 | Exprimés          | Exprimés       | 1 193 | 93,57  |    |   |  |  |
| * Liste du maire sortant |                   |                |       |        |    |   |  |  |

### Aubigny-sur-Nère
- Maire sortant : Michel Autissier (UMP)
- 29 sièges à pourvoir au conseil municipal (population légale 2011 : 5 680 habitants)
- 10 sièges à pourvoir au conseil communautaire (CC Sauldre et Sologne)

|                          | Michel Autissier * | DVD            | 1 735 | 69,48  | 25 | 9 |  |  |
|                          | Dorian Mellot      | DVG            | 762   | 30,52  | 4  | 1 |  |  |
|                          |                    |                |       |        |    |   |  |  |
| Inscrits                 | Inscrits           | Inscrits       | 4 245 | 100,00 |    |   |  |  |
| Abstentions              | Abstentions        | Abstentions    | 1 558 | 36,70  |    |   |  |  |
| Votants                  | Votants            | Votants        | 2 687 | 63,30  |    |   |  |  |
| Blancs et nuls           | Blancs et nuls     | Blancs et nuls | 190   | 7,07   |    |   |  |  |
| Exprimés                 | Exprimés           | Exprimés       | 2 497 | 92,93  |    |   |  |  |
| * Liste du maire sortant |                    |                |       |        |    |   |  |  |

### Avord
- Maire sortant : Pierre-Étienne Goffinet
- 23 sièges à pourvoir au conseil municipal (population légale 2011 : 2 765 habitants)
- 9 sièges à pourvoir au conseil communautaire (CC La Septaine)

|                          | Pierre-Étienne Goffinet* | UMP            | 545   | 100,00 | 23 | 9 |  |  |
|                          |                          |                |       |        |    |   |  |  |
| Inscrits                 | Inscrits                 | Inscrits       | 1 443 | 100,00 |    |   |  |  |
| Abstentions              | Abstentions              | Abstentions    | 676   | 46,85  |    |   |  |  |
| Votants                  | Votants                  | Votants        | 767   | 53,15  |    |   |  |  |
| Blancs et nuls           | Blancs et nuls           | Blancs et nuls | 222   | 28,94  |    |   |  |  |
| Exprimés                 | Exprimés                 | Exprimés       | 545   | 71,06  |    |   |  |  |
| * Liste du maire sortant |                          |                |       |        |    |   |  |  |

### Baugy
- Maire sortant : Francis Guillemin
- 15 sièges à pourvoir au conseil municipal (population légale 2011 : 1 441 habitants)
- 4 sièges à pourvoir au conseil communautaire (CC La Septaine)

|                | Pierre Grosjean | SE             | 431   | 100,00 | 15 | 4 |  |  |
|                |                 |                |       |        |    |   |  |  |
| Inscrits       | Inscrits        | Inscrits       | 1 005 | 100,00 |    |   |  |  |
| Abstentions    | Abstentions     | Abstentions    | 344   | 34,23  |    |   |  |  |
| Votants        | Votants         | Votants        | 661   | 65,77  |    |   |  |  |
| Blancs et nuls | Blancs et nuls  | Blancs et nuls | 230   | 34,80  |    |   |  |  |
| Exprimés       | Exprimés        | Exprimés       | 431   | 65,20  |    |   |  |  |

### Belleville-sur-Loire
- Maire sortant : Vincent Fregeai
- 15 sièges à pourvoir au conseil municipal (population légale 2011 : 1 036 habitants)
- 4 sièges à pourvoir au conseil communautaire (CC Pays Fort Sancerrois Val de Loire)

| Tête de liste  | Tête de liste        | Liste          | Premier tour | Premier tour | Second tour | Second tour | Sièges | Sièges |
| Tête de liste  | Tête de liste        | Liste          | Voix         | %            | Voix        | %           | CM     | CC     |
| -------------- | -------------------- | -------------- | ------------ | ------------ | ----------- | ----------- | ------ | ------ |
|                | Patrick Bagot        | SE             | 203          | 35,55        | 295         | 52,30       | 12     | 3      |
|                | Bruno Van Der Putten | SE             | 168          | 29,42        | 201         | 35,64       | 2      | 1      |
|                | Jacky Mazin          | DVD            | 103          | 18,04        | 68          | 12,06       | 1      |        |
|                | Jean-Yves Goupillaud | SE             | 97           | 16,99        |             |             |        |        |
|                |                      |                |              |              |             |             |        |        |
| Inscrits       | Inscrits             | Inscrits       | 739          | 100,00       | 739         | 100,00      |        |        |
| Abstentions    | Abstentions          | Abstentions    | 155          | 20,97        | 137         | 18,54       |        |        |
| Votants        | Votants              | Votants        | 584          | 79,03        | 602         | 81,46       |        |        |
| Blancs et nuls | Blancs et nuls       | Blancs et nuls | 13           | 2,23         | 38          | 6,31        |        |        |
| Exprimés       | Exprimés             | Exprimés       | 571          | 97,77        | 564         | 93,69       |        |        |

### Berry-Bouy
- Maire sortant : Bernadette Goin
- 15 sièges à pourvoir au conseil municipal (population légale 2011 : 1 203 habitants)
- 2 sièges à pourvoir au conseil communautaire (CA Bourges Plus)

|                          | Bernadette Goin * | DVD            | 346 | 100,00 | 15 | 2 |  |  |
|                          |                   |                |     |        |    |   |  |  |
| Inscrits                 | Inscrits          | Inscrits       | 841 | 100,00 |    |   |  |  |
| Abstentions              | Abstentions       | Abstentions    | 375 | 44,59  |    |   |  |  |
| Votants                  | Votants           | Votants        | 466 | 55,41  |    |   |  |  |
| Blancs et nuls           | Blancs et nuls    | Blancs et nuls | 120 | 25,75  |    |   |  |  |
| Exprimés                 | Exprimés          | Exprimés       | 346 | 74,25  |    |   |  |  |
| * Liste du maire sortant |                   |                |     |        |    |   |  |  |

### Blancafort
- Maire sortant : Pascal Margerin
- 15 sièges à pourvoir au conseil municipal (population légale 2011 : 1 137 habitants)
- 3 sièges à pourvoir au conseil communautaire (CC Sauldre et Sologne)

|                          | Pascal Margerin * | DVG            | 407 | 100,00 | 15 | 3 |  |  |
|                          |                   |                |     |        |    |   |  |  |
| Inscrits                 | Inscrits          | Inscrits       | 949 | 100,00 |    |   |  |  |
| Abstentions              | Abstentions       | Abstentions    | 352 | 37,09  |    |   |  |  |
| Votants                  | Votants           | Votants        | 597 | 62,91  |    |   |  |  |
| Blancs et nuls           | Blancs et nuls    | Blancs et nuls | 190 | 31,83  |    |   |  |  |
| Exprimés                 | Exprimés          | Exprimés       | 407 | 68,17  |    |   |  |  |
| * Liste du maire sortant |                   |                |     |        |    |   |  |  |

### Boulleret
- Maire sortant : Jean-Louis Billaut
- 15 sièges à pourvoir au conseil municipal (population légale 2011 : 1 349 habitants)
- 4 sièges à pourvoir au conseil communautaire (CC Pays Fort Sancerrois Val de Loire)

|                          | Jean-Louis Billaut * | DVD            | 629   | 80,13  | 14 | 4 |  |  |
|                          | Philippe De Vogüe    | SE             | 156   | 19,87  | 1  |   |  |  |
|                          |                      |                |       |        |    |   |  |  |
| Inscrits                 | Inscrits             | Inscrits       | 1 103 | 100,00 |    |   |  |  |
| Abstentions              | Abstentions          | Abstentions    | 265   | 24,03  |    |   |  |  |
| Votants                  | Votants              | Votants        | 838   | 75,97  |    |   |  |  |
| Blancs et nuls           | Blancs et nuls       | Blancs et nuls | 53    | 6,32   |    |   |  |  |
| Exprimés                 | Exprimés             | Exprimés       | 785   | 93,68  |    |   |  |  |
| * Liste du maire sortant |                      |                |       |        |    |   |  |  |

### Bourges
- Maire sortant : Serge Lepeltier (UDI)
- 49 sièges à pourvoir au conseil municipal (population légale 2011 : 66 602 habitants)
- 26 sièges à pourvoir au conseil communautaire (CA Bourges Plus)

| Tête de liste  | Tête de liste         | Liste          | Premier tour | Premier tour | Second tour | Second tour | Sièges | Sièges |
| Tête de liste  | Tête de liste         | Liste          | Voix         | %            | Voix        | %           | CM     | CC     |
| -------------- | --------------------- | -------------- | ------------ | ------------ | ----------- | ----------- | ------ | ------ |
|                | Irène Felix           | PS             | 5 358        | 24,35        | 10 587      | 46,36       | 11     | 6      |
|                | Pascal Blanc          | UDI            | 5 320        | 24,18        | 12 251      | 53,64       | 38     | 20     |
|                | Véronique Fenoll      | UMP            | 4 763        | 21,65        |             |             |        |        |
|                | Jean-Michel Guerineau | FG             | 3 870        | 17,59        |             |             |        |        |
|                | Franck Thomas Richard | DVD            | 1 344        | 6,11         |             |             |        |        |
|                | Frederic Terrier      | EELV           | 959          | 4,36         |             |             |        |        |
|                | Colette Cordat        | LO             | 388          | 1,76         |             |             |        |        |
|                |                       |                |              |              |             |             |        |        |
| Inscrits       | Inscrits              | Inscrits       | 45 222       | 100,00       | 45 222      | 100,00      |        |        |
| Abstentions    | Abstentions           | Abstentions    | 21 944       | 48,53        | 20 916      | 46,25       |        |        |
| Votants        | Votants               | Votants        | 23 278       | 51,47        | 24 306      | 53,75       |        |        |
| Blancs et nuls | Blancs et nuls        | Blancs et nuls | 1 276        | 5,48         | 1 468       | 6,04        |        |        |
| Exprimés       | Exprimés              | Exprimés       | 22 002       | 94,52        | 22 838      | 93,96       |        |        |

### Brinon-sur-Sauldre
- Maire sortant : Dominique Girard
- 15 sièges à pourvoir au conseil municipal (population légale 2011 : 1 019 habitants)
- 3 sièges à pourvoir au conseil communautaire (CC Sauldre et Sologne)

|                | Lionel Pointard | SE             | 455 | 69,89  | 13 | 3 |  |  |
|                | Patrick Simon   | DVD            | 196 | 30,11  | 2  |   |  |  |
|                |                 |                |     |        |    |   |  |  |
| Inscrits       | Inscrits        | Inscrits       | 920 | 100,00 |    |   |  |  |
| Abstentions    | Abstentions     | Abstentions    | 243 | 26,41  |    |   |  |  |
| Votants        | Votants         | Votants        | 677 | 73,59  |    |   |  |  |
| Blancs et nuls | Blancs et nuls  | Blancs et nuls | 26  | 3,84   |    |   |  |  |
| Exprimés       | Exprimés        | Exprimés       | 651 | 96,16  |    |   |  |  |

### Charenton-du-Cher
- Maire sortant : Pascal Aupy
- 15 sièges à pourvoir au conseil municipal (population légale 2011 : 1 105 habitants)
- 2 sièges à pourvoir au conseil communautaire (CC Cœur de France)

|                          | Pascal Aupy *       | DVD            | 451 | 72,98  | 13 | 2 |  |  |
|                          | Laurent Desfougeres | DVG            | 167 | 27,02  | 2  |   |  |  |
|                          |                     |                |     |        |    |   |  |  |
| Inscrits                 | Inscrits            | Inscrits       | 863 | 100,00 |    |   |  |  |
| Abstentions              | Abstentions         | Abstentions    | 203 | 23,52  |    |   |  |  |
| Votants                  | Votants             | Votants        | 660 | 76,48  |    |   |  |  |
| Blancs et nuls           | Blancs et nuls      | Blancs et nuls | 42  | 6,36   |    |   |  |  |
| Exprimés                 | Exprimés            | Exprimés       | 618 | 93,64  |    |   |  |  |
| * Liste du maire sortant |                     |                |     |        |    |   |  |  |

### Chârost
- Maire sortant : Jean Balon
- 15 sièges à pourvoir au conseil municipal (population légale 2011 : 1 032 habitants)
- 1 sièges à pourvoir au conseil communautaire (CC du Pays d'Issoudun)

| Tête de liste            | Tête de liste    | Liste          | Premier tour | Premier tour | Second tour | Second tour | Sièges | Sièges |
| Tête de liste            | Tête de liste    | Liste          | Voix         | %            | Voix        | %           | CM     | CC     |
| ------------------------ | ---------------- | -------------- | ------------ | ------------ | ----------- | ----------- | ------ | ------ |
|                          | Jean Balon *     | DVD            | 260          | 48,69        | 309         | 53,46       | 12     | 1      |
|                          | Robert Jeanty    | DVG            | 180          | 33,71        | 269         | 46,54       | 3      |        |
|                          | Michel Ait-taleb | SE             | 94           | 17,60        |             |             |        |        |
|                          |                  |                |              |              |             |             |        |        |
| Inscrits                 | Inscrits         | Inscrits       | 744          | 100,00       | 744         | 100,00      |        |        |
| Abstentions              | Abstentions      | Abstentions    | 174          | 23,39        | 148         | 19,89       |        |        |
| Votants                  | Votants          | Votants        | 570          | 76,61        | 596         | 80,11       |        |        |
| Blancs et nuls           | Blancs et nuls   | Blancs et nuls | 36           | 6,32         | 18          | 3,02        |        |        |
| Exprimés                 | Exprimés         | Exprimés       | 534          | 93,68        | 578         | 96,98       |        |        |
| * Liste du maire sortant |                  |                |              |              |             |             |        |        |

### Châteaumeillant
- Maire sortant : Guy Bergerault
- 19 sièges à pourvoir au conseil municipal (population légale 2011 : 2 008 habitants)
- 5 sièges à pourvoir au conseil communautaire (CC Berry Grand Sud)

|                          | Guy Bergerault * | DVD            | 696   | 67,84  | 16 | 5 |  |  |
|                          | Bastien Pointud  | SE             | 330   | 32,16  | 3  |   |  |  |
|                          |                  |                |       |        |    |   |  |  |
| Inscrits                 | Inscrits         | Inscrits       | 1 487 | 100,00 |    |   |  |  |
| Abstentions              | Abstentions      | Abstentions    | 382   | 25,69  |    |   |  |  |
| Votants                  | Votants          | Votants        | 1 105 | 74,31  |    |   |  |  |
| Blancs et nuls           | Blancs et nuls   | Blancs et nuls | 79    | 7,15   |    |   |  |  |
| Exprimés                 | Exprimés         | Exprimés       | 1 026 | 92,85  |    |   |  |  |
| * Liste du maire sortant |                  |                |       |        |    |   |  |  |

### Châteauneuf-sur-Cher
- Maire sortant : William Pelletier
- 15 sièges à pourvoir au conseil municipal (population légale 2011 : 1 483 habitants)
- 4 sièges à pourvoir au conseil communautaire (CC Arnon Boischaut Cher)

|                          | William Pelletier * | DVD            | 408   | 57,06  | 12 | 3 |  |  |
|                          | François Gambade    | SE             | 307   | 42,94  | 3  | 1 |  |  |
|                          |                     |                |       |        |    |   |  |  |
| Inscrits                 | Inscrits            | Inscrits       | 1 107 | 100,00 |    |   |  |  |
| Abstentions              | Abstentions         | Abstentions    | 352   | 31,80  |    |   |  |  |
| Votants                  | Votants             | Votants        | 755   | 68,20  |    |   |  |  |
| Blancs et nuls           | Blancs et nuls      | Blancs et nuls | 40    | 5,30   |    |   |  |  |
| Exprimés                 | Exprimés            | Exprimés       | 715   | 94,70  |    |   |  |  |
| * Liste du maire sortant |                     |                |       |        |    |   |  |  |

### Civray
- Maire sortant : Serge Jeanzac
- 15 sièges à pourvoir au conseil municipal (population légale 2011 : 1 001 habitants)
- 3 sièges à pourvoir au conseil communautaire (CC FerCher - Pays Florentais)

|                          | Serge Jeanzac * | DVD            | 234 | 50,87  | 12 | 2 |  |  |
|                          | Gilles Gonthier | SE             | 226 | 49,13  | 3  | 1 |  |  |
|                          |                 |                |     |        |    |   |  |  |
| Inscrits                 | Inscrits        | Inscrits       | 762 | 100,00 |    |   |  |  |
| Abstentions              | Abstentions     | Abstentions    | 263 | 34,51  |    |   |  |  |
| Votants                  | Votants         | Votants        | 499 | 65,49  |    |   |  |  |
| Blancs et nuls           | Blancs et nuls  | Blancs et nuls | 39  | 7,82   |    |   |  |  |
| Exprimés                 | Exprimés        | Exprimés       | 460 | 92,18  |    |   |  |  |
| * Liste du maire sortant |                 |                |     |        |    |   |  |  |

### Cours-les-Barres
- Maire sortant : Michel Pouillard
- 15 sièges à pourvoir au conseil municipal (population légale 2011 : 1 082 habitants)
- 4 sièges à pourvoir au conseil communautaire (CC Portes du Berry, entre Loire et Val d'Aubois)

|                | Pierre Mancion | DVD            | 403 | 100,00 | 15 | 4 |  |  |
|                |                |                |     |        |    |   |  |  |
| Inscrits       | Inscrits       | Inscrits       | 772 | 100,00 |    |   |  |  |
| Abstentions    | Abstentions    | Abstentions    | 271 | 35,10  |    |   |  |  |
| Votants        | Votants        | Votants        | 501 | 64,90  |    |   |  |  |
| Blancs et nuls | Blancs et nuls | Blancs et nuls | 98  | 19,56  |    |   |  |  |
| Exprimés       | Exprimés       | Exprimés       | 403 | 80,44  |    |   |  |  |

### Cuffy
- Maire sortant : Olivier Hurabielle
- 15 sièges à pourvoir au conseil municipal (population légale 2011 : 1 113 habitants)
- 4 sièges à pourvoir au conseil communautaire (CC Portes du Berry, entre Loire et Val d'Aubois)

|                          | Olivier Hurabielle * | UDI            | 461 | 74,60  | 13 | 4 |  |  |
|                          | Didier Ducrot        | DVG            | 157 | 25,40  | 2  |   |  |  |
|                          |                      |                |     |        |    |   |  |  |
| Inscrits                 | Inscrits             | Inscrits       | 867 | 100,00 |    |   |  |  |
| Abstentions              | Abstentions          | Abstentions    | 228 | 26,30  |    |   |  |  |
| Votants                  | Votants              | Votants        | 639 | 73,70  |    |   |  |  |
| Blancs et nuls           | Blancs et nuls       | Blancs et nuls | 21  | 3,29   |    |   |  |  |
| Exprimés                 | Exprimés             | Exprimés       | 618 | 96,71  |    |   |  |  |
| * Liste du maire sortant |                      |                |     |        |    |   |  |  |

### Dun-sur-Auron
- Maire sortant : Louis Cosyns
- 27 sièges à pourvoir au conseil municipal (population légale 2011 : 4 459 habitants)
- 12 sièges à pourvoir au conseil communautaire (CC Le Dunois)

|                          | Louis Cosyns *   | UMP            | 1 254 | 64,27  | 23 | 10 |  |  |
|                          | Daniele Martinez | FG             | 359   | 18,40  | 2  | 1  |  |  |
|                          | Joëlle Mathieu   | DVG            | 338   | 17,32  | 2  | 1  |  |  |
|                          |                  |                |       |        |    |    |  |  |
| Inscrits                 | Inscrits         | Inscrits       | 2 972 | 100,00 |    |    |  |  |
| Abstentions              | Abstentions      | Abstentions    | 935   | 31,46  |    |    |  |  |
| Votants                  | Votants          | Votants        | 2 037 | 68,54  |    |    |  |  |
| Blancs et nuls           | Blancs et nuls   | Blancs et nuls | 86    | 4,22   |    |    |  |  |
| Exprimés                 | Exprimés         | Exprimés       | 1 951 | 95,78  |    |    |  |  |
| * Liste du maire sortant |                  |                |       |        |    |    |  |  |

### Farges-en-Septaine
- Maire sortant : Alain Gougnot
- 15 sièges à pourvoir au conseil municipal (population légale 2011 : 1 011 habitants)
- 3 sièges à pourvoir au conseil communautaire (CC La Septaine)

|                          | Alain Gougnot * | DVG            | 303 | 100,00 | 15 | 3 |  |  |
|                          |                 |                |     |        |    |   |  |  |
| Inscrits                 | Inscrits        | Inscrits       | 654 | 100,00 |    |   |  |  |
| Abstentions              | Abstentions     | Abstentions    | 265 | 40,52  |    |   |  |  |
| Votants                  | Votants         | Votants        | 389 | 59,48  |    |   |  |  |
| Blancs et nuls           | Blancs et nuls  | Blancs et nuls | 86  | 22,11  |    |   |  |  |
| Exprimés                 | Exprimés        | Exprimés       | 303 | 77,89  |    |   |  |  |
| * Liste du maire sortant |                 |                |     |        |    |   |  |  |

### Foëcy
- Maire sortant : Patrick Tournant
- 19 sièges à pourvoir au conseil municipal (population légale 2011 : 2 062 habitants)
- 8 sièges à pourvoir au conseil communautaire (CC Vierzon-Sologne-Berry)

|                          | Patrick Tournant * | PCF            | 755   | 100,00 | 19 | 8 |  |  |
|                          |                    |                |       |        |    |   |  |  |
| Inscrits                 | Inscrits           | Inscrits       | 1 513 | 100,00 |    |   |  |  |
| Abstentions              | Abstentions        | Abstentions    | 665   | 43,95  |    |   |  |  |
| Votants                  | Votants            | Votants        | 848   | 56,05  |    |   |  |  |
| Blancs et nuls           | Blancs et nuls     | Blancs et nuls | 93    | 10,97  |    |   |  |  |
| Exprimés                 | Exprimés           | Exprimés       | 755   | 89,03  |    |   |  |  |
| * Liste du maire sortant |                    |                |       |        |    |   |  |  |

### Fussy
- Maire sortant : Guy Chabrillat
- 19 sièges à pourvoir au conseil municipal (population légale 2011 : 1 986 habitants)
- 3 sièges à pourvoir au conseil communautaire (CC Terres du Haut Berry)

|                          | Guy Chabrillat * | DVG            | 696   | 100,00 | 19 | 3 |  |  |
|                          |                  |                |       |        |    |   |  |  |
| Inscrits                 | Inscrits         | Inscrits       | 1 652 | 100,00 |    |   |  |  |
| Abstentions              | Abstentions      | Abstentions    | 790   | 47,82  |    |   |  |  |
| Votants                  | Votants          | Votants        | 862   | 52,18  |    |   |  |  |
| Blancs et nuls           | Blancs et nuls   | Blancs et nuls | 166   | 19,26  |    |   |  |  |
| Exprimés                 | Exprimés         | Exprimés       | 696   | 80,74  |    |   |  |  |
| * Liste du maire sortant |                  |                |       |        |    |   |  |  |

### Graçay
- Maire sortant : Jean-Pierre Charles
- 15 sièges à pourvoir au conseil municipal (population légale 2011 : 1 471 habitants)
- 5 sièges à pourvoir au conseil communautaire (CC Vierzon-Sologne-Berry)

|                          | Jean-Pierre Charles * | FG             | 450   | 100,00 | 15 | 5 |  |  |
|                          |                       |                |       |        |    |   |  |  |
| Inscrits                 | Inscrits              | Inscrits       | 1 063 | 100,00 |    |   |  |  |
| Abstentions              | Abstentions           | Abstentions    | 458   | 43,09  |    |   |  |  |
| Votants                  | Votants               | Votants        | 605   | 56,91  |    |   |  |  |
| Blancs et nuls           | Blancs et nuls        | Blancs et nuls | 155   | 25,62  |    |   |  |  |
| Exprimés                 | Exprimés              | Exprimés       | 450   | 74,38  |    |   |  |  |
| * Liste du maire sortant |                       |                |       |        |    |   |  |  |

### Henrichemont
- Maire sortant : Jean Claude Morin
- 19 sièges à pourvoir au conseil municipal (population légale 2011 : 1 787 habitants)
- 5 sièges à pourvoir au conseil communautaire (CC Terres du Haut Berry)

|                          | Jean-Claude Morin * | UMP            | 608   | 100,00 | 19 | 5 |  |  |
|                          |                     |                |       |        |    |   |  |  |
| Inscrits                 | Inscrits            | Inscrits       | 1 381 | 100,00 |    |   |  |  |
| Abstentions              | Abstentions         | Abstentions    | 570   | 41,27  |    |   |  |  |
| Votants                  | Votants             | Votants        | 811   | 58,73  |    |   |  |  |
| Blancs et nuls           | Blancs et nuls      | Blancs et nuls | 203   | 25,03  |    |   |  |  |
| Exprimés                 | Exprimés            | Exprimés       | 608   | 74,97  |    |   |  |  |
| * Liste du maire sortant |                     |                |       |        |    |   |  |  |

### Herry
- Maire sortant : Dominique de Montalivet
- 15 sièges à pourvoir au conseil municipal (population légale 2011 : 1 006 habitants)
- 3 sièges à pourvoir au conseil communautaire (CC Berry Loire Vauvise)

|                | Daniel Gaudry  | DVD            | 273 | 51,12  | 12 | 2 |  |  |
|                | Gerard Egrot   | SE             | 261 | 48,88  | 3  | 1 |  |  |
|                |                |                |     |        |    |   |  |  |
| Inscrits       | Inscrits       | Inscrits       | 801 | 100,00 |    |   |  |  |
| Abstentions    | Abstentions    | Abstentions    | 225 | 28,09  |    |   |  |  |
| Votants        | Votants        | Votants        | 576 | 71,91  |    |   |  |  |
| Blancs et nuls | Blancs et nuls | Blancs et nuls | 42  | 7,29   |    |   |  |  |
| Exprimés       | Exprimés       | Exprimés       | 534 | 92,71  |    |   |  |  |

### Jouet-sur-l'Aubois
- Maire sortant : Serge Laurent
- 19 sièges à pourvoir au conseil municipal (population légale 2011 : 1 501 habitants)
- 5 sièges à pourvoir au conseil communautaire (CC Portes du Berry, entre Loire et Val d'Aubois)

|                          | Serge Laurent * | SE             | 519   | 67,14  | 16 | 5 |  |  |
|                          | Philippe Sendra | SE             | 254   | 32,86  | 3  |   |  |  |
|                          |                 |                |       |        |    |   |  |  |
| Inscrits                 | Inscrits        | Inscrits       | 1 117 | 100,00 |    |   |  |  |
| Abstentions              | Abstentions     | Abstentions    | 315   | 28,20  |    |   |  |  |
| Votants                  | Votants         | Votants        | 802   | 71,80  |    |   |  |  |
| Blancs et nuls           | Blancs et nuls  | Blancs et nuls | 29    | 3,62   |    |   |  |  |
| Exprimés                 | Exprimés        | Exprimés       | 773   | 96,38  |    |   |  |  |
| * Liste du maire sortant |                 |                |       |        |    |   |  |  |

### La Chapelle-Saint-Ursin
- Maire sortant : Yvon Beuchon
- 23 sièges à pourvoir au conseil municipal (population légale 2011 : 3 246 habitants)
- 2 sièges à pourvoir au conseil communautaire (CA Bourges Plus)

|                          | Yvon Beuchon *         | DVG            | 1 612 | 82,54  | 21 | 2 |  |  |
|                          | Jean Pierre Bonneville | UMP            | 341   | 17,46  | 2  |   |  |  |
|                          |                        |                |       |        |    |   |  |  |
| Inscrits                 | Inscrits               | Inscrits       | 2 910 | 100,00 |    |   |  |  |
| Abstentions              | Abstentions            | Abstentions    | 895   | 30,76  |    |   |  |  |
| Votants                  | Votants                | Votants        | 2 015 | 69,24  |    |   |  |  |
| Blancs et nuls           | Blancs et nuls         | Blancs et nuls | 62    | 3,08   |    |   |  |  |
| Exprimés                 | Exprimés               | Exprimés       | 1 953 | 96,92  |    |   |  |  |
| * Liste du maire sortant |                        |                |       |        |    |   |  |  |

### La Guerche-sur-l'Aubois
- Maire sortant : Pierre Ducastel
- 23 sièges à pourvoir au conseil municipal (population légale 2011 : 3 331 habitants)
- 10 sièges à pourvoir au conseil communautaire (CC Portes du Berry, entre Loire et Val d'Aubois)

|                          | Pierre Ducastel *    | DVD            | 1 142 | 69,63  | 20 | 9 |  |  |
|                          | Jean-Claude Marcelot | DVG            | 498   | 30,36  | 3  | 1 |  |  |
|                          |                      |                |       |        |    |   |  |  |
| Inscrits                 | Inscrits             | Inscrits       | 2 683 | 100,00 |    |   |  |  |
| Abstentions              | Abstentions          | Abstentions    | 950   | 35,41  |    |   |  |  |
| Votants                  | Votants              | Votants        | 1 733 | 64,59  |    |   |  |  |
| Blancs et nuls           | Blancs et nuls       | Blancs et nuls | 93    | 5,37   |    |   |  |  |
| Exprimés                 | Exprimés             | Exprimés       | 1 640 | 94,63  |    |   |  |  |
| * Liste du maire sortant |                      |                |       |        |    |   |  |  |

### Le Châtelet
- Maire sortant : Bernard Jamet
- 15 sièges à pourvoir au conseil municipal (population légale 2011 : 1 131 habitants)
- 4 sièges à pourvoir au conseil communautaire (CC Berry Grand Sud)

|                | Mireille Brunet | DVD            | 347 | 59,42  | 12 | 3 |  |  |
|                | Hubert Robin    | PS             | 237 | 40,58  | 3  | 1 |  |  |
|                |                 |                |     |        |    |   |  |  |
| Inscrits       | Inscrits        | Inscrits       | 801 | 100,00 |    |   |  |  |
| Abstentions    | Abstentions     | Abstentions    | 176 | 21,97  |    |   |  |  |
| Votants        | Votants         | Votants        | 625 | 78,03  |    |   |  |  |
| Blancs et nuls | Blancs et nuls  | Blancs et nuls | 41  | 6,56   |    |   |  |  |
| Exprimés       | Exprimés        | Exprimés       | 584 | 93,44  |    |   |  |  |

### Léré
- Maire sortant : Patrice de Lammerville
- 15 sièges à pourvoir au conseil municipal (population légale 2011 : 1 172 habitants)
- 4 sièges à pourvoir au conseil communautaire (CC Pays Fort Sancerrois Val de Loire)

|                | Marie-Christine Bergeron | DVD            | 381   | 100,00 | 15 | 4 |  |  |
|                |                          |                |       |        |    |   |  |  |
| Inscrits       | Inscrits                 | Inscrits       | 1 004 | 100,00 |    |   |  |  |
| Abstentions    | Abstentions              | Abstentions    | 448   | 44,62  |    |   |  |  |
| Votants        | Votants                  | Votants        | 556   | 55,38  |    |   |  |  |
| Blancs et nuls | Blancs et nuls           | Blancs et nuls | 175   | 31,47  |    |   |  |  |
| Exprimés       | Exprimés                 | Exprimés       | 381   | 68,53  |    |   |  |  |

### Les Aix-d'Angillon
- Maire sortant : Claude Leloup
- 19 sièges à pourvoir au conseil municipal (population légale 2011 : 1 922 habitants)
- 7 sièges à pourvoir au conseil communautaire (CC Terres du Haut Berry)

|                          | Claude Leloup * | DVD            | 573   | 100,00 | 19 | 7 |  |  |
|                          |                 |                |       |        |    |   |  |  |
| Inscrits                 | Inscrits        | Inscrits       | 1 357 | 100,00 |    |   |  |  |
| Abstentions              | Abstentions     | Abstentions    | 592   | 43,63  |    |   |  |  |
| Votants                  | Votants         | Votants        | 765   | 56,37  |    |   |  |  |
| Blancs et nuls           | Blancs et nuls  | Blancs et nuls | 192   | 25,10  |    |   |  |  |
| Exprimés                 | Exprimés        | Exprimés       | 573   | 74,90  |    |   |  |  |
| * Liste du maire sortant |                 |                |       |        |    |   |  |  |

### Levet
- Maire sortant : Jean-François Barot
- 15 sièges à pourvoir au conseil municipal (population légale 2011 : 1 374 habitants)
- 4 sièges à pourvoir au conseil communautaire (CC Arnon Boischaut Cher)

|                | Bruno Marechal | SE             | 349 | 100,00 | 15 | 4 |  |  |
|                |                |                |     |        |    |   |  |  |
| Inscrits       | Inscrits       | Inscrits       | 974 | 100,00 |    |   |  |  |
| Abstentions    | Abstentions    | Abstentions    | 394 | 40,45  |    |   |  |  |
| Votants        | Votants        | Votants        | 580 | 59,55  |    |   |  |  |
| Blancs et nuls | Blancs et nuls | Blancs et nuls | 231 | 39,83  |    |   |  |  |
| Exprimés       | Exprimés       | Exprimés       | 349 | 60,17  |    |   |  |  |

### Lignières
- Maire sortant : Élisabeth Barbier
- 15 sièges à pourvoir au conseil municipal (population légale 2011 : 1 454 habitants)
- 4 sièges à pourvoir au conseil communautaire (CC Arnon Boischaut Cher)

|                          | Élisabeth Barbier * | DVD            | 422   | 100,00 | 15 | 4 |  |  |
|                          |                     |                |       |        |    |   |  |  |
| Inscrits                 | Inscrits            | Inscrits       | 1 143 | 100,00 |    |   |  |  |
| Abstentions              | Abstentions         | Abstentions    | 436   | 38,15  |    |   |  |  |
| Votants                  | Votants             | Votants        | 707   | 61,85  |    |   |  |  |
| Blancs et nuls           | Blancs et nuls      | Blancs et nuls | 285   | 40,31  |    |   |  |  |
| Exprimés                 | Exprimés            | Exprimés       | 422   | 59,69  |    |   |  |  |
| * Liste du maire sortant |                     |                |       |        |    |   |  |  |

### Lunery
- Maire sortant : Claude Foutiau
- 15 sièges à pourvoir au conseil municipal (population légale 2011 : 1 456 habitants)
- 4 sièges à pourvoir au conseil communautaire (CC FerCher - Pays Florentais)

|                | Bruno Didelot    | SE             | 372   | 52,92  | 12 | 3 |  |  |
|                | Claude Barbillat | PCF            | 331   | 47,08  | 3  | 1 |  |  |
|                |                  |                |       |        |    |   |  |  |
| Inscrits       | Inscrits         | Inscrits       | 1 054 | 100,00 |    |   |  |  |
| Abstentions    | Abstentions      | Abstentions    | 324   | 30,74  |    |   |  |  |
| Votants        | Votants          | Votants        | 730   | 69,26  |    |   |  |  |
| Blancs et nuls | Blancs et nuls   | Blancs et nuls | 27    | 3,70   |    |   |  |  |
| Exprimés       | Exprimés         | Exprimés       | 703   | 96,30  |    |   |  |  |

### Marmagne
- Maire sortant : Aymar de Germay
- 19 sièges à pourvoir au conseil municipal (population légale 2011 : 2 029 habitants)
- 2 sièges à pourvoir au conseil communautaire (CA Bourges Plus)

|                          | Aymar de Germay * | UDI            | 859   | 100,00 | 19 | 2 |  |  |
|                          |                   |                |       |        |    |   |  |  |
| Inscrits                 | Inscrits          | Inscrits       | 1 702 | 100,00 |    |   |  |  |
| Abstentions              | Abstentions       | Abstentions    | 679   | 39,89  |    |   |  |  |
| Votants                  | Votants           | Votants        | 1 023 | 60,11  |    |   |  |  |
| Blancs et nuls           | Blancs et nuls    | Blancs et nuls | 164   | 16,03  |    |   |  |  |
| Exprimés                 | Exprimés          | Exprimés       | 859   | 83,97  |    |   |  |  |
| * Liste du maire sortant |                   |                |       |        |    |   |  |  |

### Massay
- Maire sortant : Dominique Lévêque
- 15 sièges à pourvoir au conseil municipal (population légale 2011 : 1 425 habitants)
- 4 sièges à pourvoir au conseil communautaire (CC Vierzon-Sologne-Berry)

|                          | Dominique Lévêque * | SE             | 523   | 70,39  | 13 | 4 |  |  |
|                          | Luc De Montenay     | SE             | 220   | 29,61  | 2  |   |  |  |
|                          |                     |                |       |        |    |   |  |  |
| Inscrits                 | Inscrits            | Inscrits       | 1 157 | 100,00 |    |   |  |  |
| Abstentions              | Abstentions         | Abstentions    | 351   | 30,34  |    |   |  |  |
| Votants                  | Votants             | Votants        | 806   | 69,66  |    |   |  |  |
| Blancs et nuls           | Blancs et nuls      | Blancs et nuls | 63    | 7,82   |    |   |  |  |
| Exprimés                 | Exprimés            | Exprimés       | 743   | 92,18  |    |   |  |  |
| * Liste du maire sortant |                     |                |       |        |    |   |  |  |

### Mehun-sur-Yèvre
- Maire sortant : François Pillet (UMP)
- 29 sièges à pourvoir au conseil municipal (population légale 2011 : 6 829 habitants)
- 11 sièges à pourvoir au conseil communautaire (CA Bourges Plus)

|                | Jean-Louis Salak     | DVD            | 1 989 | 63,55  | 24 | 9 |  |  |
|                | Olivier Ponte Garcia | DVG            | 1 141 | 36,45  | 5  | 2 |  |  |
|                |                      |                |       |        |    |   |  |  |
| Inscrits       | Inscrits             | Inscrits       | 5 263 | 100,00 |    |   |  |  |
| Abstentions    | Abstentions          | Abstentions    | 1 972 | 37,47  |    |   |  |  |
| Votants        | Votants              | Votants        | 3 291 | 62,53  |    |   |  |  |
| Blancs et nuls | Blancs et nuls       | Blancs et nuls | 161   | 4,89   |    |   |  |  |
| Exprimés       | Exprimés             | Exprimés       | 3 130 | 95,11  |    |   |  |  |

### Menetou-Salon
- Maire sortant : Pierre Fouchet
- 19 sièges à pourvoir au conseil municipal (population légale 2011 : 1 664 habitants)
- 3 sièges à pourvoir au conseil communautaire (CC Terres du Haut Berry)

|                          | Pierre Fouchet * | SE             | 468   | 100,00 | 19 | 3 |  |  |
|                          |                  |                |       |        |    |   |  |  |
| Inscrits                 | Inscrits         | Inscrits       | 1 161 | 100,00 |    |   |  |  |
| Abstentions              | Abstentions      | Abstentions    | 455   | 39,19  |    |   |  |  |
| Votants                  | Votants          | Votants        | 706   | 60,81  |    |   |  |  |
| Blancs et nuls           | Blancs et nuls   | Blancs et nuls | 238   | 33,71  |    |   |  |  |
| Exprimés                 | Exprimés         | Exprimés       | 468   | 66,29  |    |   |  |  |
| * Liste du maire sortant |                  |                |       |        |    |   |  |  |

### Méreau
- Maire sortant : Alain Mornay
- 19 sièges à pourvoir au conseil municipal (population légale 2011 : 2 437 habitants)
- 6 sièges à pourvoir au conseil communautaire (CC Cœur de Berry)

|                          | Alain Mornay * | SE             | 1 105 | 100,00 | 19 | 6 |  |  |
|                          |                |                |       |        |    |   |  |  |
| Inscrits                 | Inscrits       | Inscrits       | 2 095 | 100,00 |    |   |  |  |
| Abstentions              | Abstentions    | Abstentions    | 867   | 41,38  |    |   |  |  |
| Votants                  | Votants        | Votants        | 1 228 | 58,62  |    |   |  |  |
| Blancs et nuls           | Blancs et nuls | Blancs et nuls | 123   | 10,02  |    |   |  |  |
| Exprimés                 | Exprimés       | Exprimés       | 1 105 | 89,98  |    |   |  |  |
| * Liste du maire sortant |                |                |       |        |    |   |  |  |

### Nérondes
- Maire sortant : Alain Laroche
- 19 sièges à pourvoir au conseil municipal (population légale 2011 : 1 596 habitants)
- 4 sièges à pourvoir au conseil communautaire (CC du Pays de Nérondes)

|                | Roland Gilbert | DVD            | 429   | 100,00 | 19 | 4 |  |  |
|                |                |                |       |        |    |   |  |  |
| Inscrits       | Inscrits       | Inscrits       | 1 032 | 100,00 |    |   |  |  |
| Abstentions    | Abstentions    | Abstentions    | 422   | 40,89  |    |   |  |  |
| Votants        | Votants        | Votants        | 610   | 59,11  |    |   |  |  |
| Blancs et nuls | Blancs et nuls | Blancs et nuls | 181   | 29,67  |    |   |  |  |
| Exprimés       | Exprimés       | Exprimés       | 429   | 70,33  |    |   |  |  |

### Neuvy-sur-Barangeon
- Maire sortant : Michel Bugada
- 15 sièges à pourvoir au conseil municipal (population légale 2011 : 1 254 habitants)
- 6 sièges à pourvoir au conseil communautaire (CC Vierzon-Sologne-Berry)

|                | Marie-Pierre Cassard | DVG            | 470   | 100,00 | 15 | 6 |  |  |
|                |                      |                |       |        |    |   |  |  |
| Inscrits       | Inscrits             | Inscrits       | 1 012 | 100,00 |    |   |  |  |
| Abstentions    | Abstentions          | Abstentions    | 344   | 33,99  |    |   |  |  |
| Votants        | Votants              | Votants        | 668   | 66,01  |    |   |  |  |
| Blancs et nuls | Blancs et nuls       | Blancs et nuls | 198   | 29,64  |    |   |  |  |
| Exprimés       | Exprimés             | Exprimés       | 470   | 70,36  |    |   |  |  |

### Orval
- Maire sortant : Jean-Louis Calmes
- 19 sièges à pourvoir au conseil municipal (population légale 2011 : 1 900 habitants)
- 4 sièges à pourvoir au conseil communautaire (CC Cœur de France)

| Tête de liste            | Tête de liste         | Liste          | Premier tour | Premier tour | Second tour | Second tour | Sièges | Sièges |
| Tête de liste            | Tête de liste         | Liste          | Voix         | %            | Voix        | %           | CM     | CC     |
| ------------------------ | --------------------- | -------------- | ------------ | ------------ | ----------- | ----------- | ------ | ------ |
|                          | Clarisse Duluc        | DVD            | 470          | 43,92        | 545         | 50,32       | 15     | 3      |
|                          | Jean-Louis Calmes *   | DVD            | 446          | 41,68        | 538         | 49,68       | 4      | 1      |
|                          | Valérie De Vos Muller | DVG            | 154          | 14,39        |             |             |        |        |
|                          |                       |                |              |              |             |             |        |        |
| Inscrits                 | Inscrits              | Inscrits       | 1 556        | 100,00       | 1 556       | 100,00      |        |        |
| Abstentions              | Abstentions           | Abstentions    | 454          | 29,18        | 436         | 28,02       |        |        |
| Votants                  | Votants               | Votants        | 1 102        | 70,82        | 1 120       | 71,98       |        |        |
| Blancs et nuls           | Blancs et nuls        | Blancs et nuls | 32           | 2,90         | 37          | 3,30        |        |        |
| Exprimés                 | Exprimés              | Exprimés       | 1 070        | 97,10        | 1 083       | 96,70       |        |        |
| * Liste du maire sortant |                       |                |              |              |             |             |        |        |

### Plaimpied-Givaudins
- Maire sortant : Patrick Barnier
- 19 sièges à pourvoir au conseil municipal (population légale 2011 : 1 783 habitants)
- 2 sièges à pourvoir au conseil communautaire (CA Bourges Plus)

|                          | Patrick Barnier * | DVD            | 690   | 71,72  | 17 | 2 |  |  |
|                          | Michel Ducamp     | DVG            | 272   | 28,27  | 2  |   |  |  |
|                          |                   |                |       |        |    |   |  |  |
| Inscrits                 | Inscrits          | Inscrits       | 1 428 | 100,00 |    |   |  |  |
| Abstentions              | Abstentions       | Abstentions    | 421   | 29,48  |    |   |  |  |
| Votants                  | Votants           | Votants        | 1 007 | 70,52  |    |   |  |  |
| Blancs et nuls           | Blancs et nuls    | Blancs et nuls | 45    | 4,47   |    |   |  |  |
| Exprimés                 | Exprimés          | Exprimés       | 962   | 95,53  |    |   |  |  |
| * Liste du maire sortant |                   |                |       |        |    |   |  |  |

### Rians
- Maire sortant : François Gaudry
- 15 sièges à pourvoir au conseil municipal (population légale 2011 : 1 027 habitants)
- 4 sièges à pourvoir au conseil communautaire (CC Terres du Haut Berry)

|                | Christophe Drunat | DVD            | 301 | 54,04  | 12 | 3 |  |  |
|                | Daniel Urbain     | SE             | 256 | 45,96  | 3  | 1 |  |  |
|                |                   |                |     |        |    |   |  |  |
| Inscrits       | Inscrits          | Inscrits       | 795 | 100,00 |    |   |  |  |
| Abstentions    | Abstentions       | Abstentions    | 203 | 25,53  |    |   |  |  |
| Votants        | Votants           | Votants        | 592 | 74,47  |    |   |  |  |
| Blancs et nuls | Blancs et nuls    | Blancs et nuls | 35  | 5,91   |    |   |  |  |
| Exprimés       | Exprimés          | Exprimés       | 557 | 94,09  |    |   |  |  |

### Saint-Amand-Montrond
- Maire sortant : Thierry Vinçon (DVD)
- 33 sièges à pourvoir au conseil municipal (population légale 2011 : 10 646 habitants)
- 16 sièges à pourvoir au conseil communautaire (CC Cœur de France)

|                          | Thierry Vinçon * | DVD            | 2 283 | 51,00  | 25 | 12 |  |  |
|                          | Michel Mrozek    | UDI            | 1 664 | 37,18  | 6  | 3  |  |  |
|                          | Alain Pouillou   | PS-PCF-EELV    | 529   | 11,82  | 2  | 1  |  |  |
|                          |                  |                |       |        |    |    |  |  |
| Inscrits                 | Inscrits         | Inscrits       | 7 749 | 100,00 |    |    |  |  |
| Abstentions              | Abstentions      | Abstentions    | 3 047 | 39,32  |    |    |  |  |
| Votants                  | Votants          | Votants        | 4 702 | 60,68  |    |    |  |  |
| Blancs et nuls           | Blancs et nuls   | Blancs et nuls | 226   | 4,81   |    |    |  |  |
| Exprimés                 | Exprimés         | Exprimés       | 4 476 | 95,19  |    |    |  |  |
| * Liste du maire sortant |                  |                |       |        |    |    |  |  |

### Saint-Doulchard
- Maire sortant : Daniel Bézard
- 29 sièges à pourvoir au conseil municipal (population légale 2011 : 9 199 habitants)
- 8 sièges à pourvoir au conseil communautaire (CA Bourges Plus)

|                          | Daniel Bézard * | DVD            | 3 165 | 76,10  | 26 | 7 |  |  |
|                          | Bruno Cassan    | DVG            | 994   | 23,90  | 3  | 1 |  |  |
|                          |                 |                |       |        |    |   |  |  |
| Inscrits                 | Inscrits        | Inscrits       | 7 243 | 100,00 |    |   |  |  |
| Abstentions              | Abstentions     | Abstentions    | 2 938 | 40,56  |    |   |  |  |
| Votants                  | Votants         | Votants        | 4 305 | 59,44  |    |   |  |  |
| Blancs et nuls           | Blancs et nuls  | Blancs et nuls | 146   | 3,39   |    |   |  |  |
| Exprimés                 | Exprimés        | Exprimés       | 4 159 | 96,61  |    |   |  |  |
| * Liste du maire sortant |                 |                |       |        |    |   |  |  |

### Saint-Éloy-de-Gy
- Maire sortant : Annie Lauverjat
- 19 sièges à pourvoir au conseil municipal (population légale 2011 : 1 535 habitants)
- 3 sièges à pourvoir au conseil communautaire (CC Terres du Haut Berry)

|                          | Annie Lauverjat * | DVD            | 599   | 100,00 | 19 | 3 |  |  |
|                          |                   |                |       |        |    |   |  |  |
| Inscrits                 | Inscrits          | Inscrits       | 1 191 | 100,00 |    |   |  |  |
| Abstentions              | Abstentions       | Abstentions    | 511   | 42,91  |    |   |  |  |
| Votants                  | Votants           | Votants        | 680   | 57,09  |    |   |  |  |
| Blancs et nuls           | Blancs et nuls    | Blancs et nuls | 81    | 11,91  |    |   |  |  |
| Exprimés                 | Exprimés          | Exprimés       | 599   | 88,09  |    |   |  |  |
| * Liste du maire sortant |                   |                |       |        |    |   |  |  |

### Saint-Florent-sur-Cher
- Maire sortant : Roger Jacquet (PCF)
- 29 sièges à pourvoir au conseil municipal (population légale 2011 : 6 605 habitants)
- 14 sièges à pourvoir au conseil communautaire (CC FerCher - Pays Florentais)

| Tête de liste            | Tête de liste        | Liste          | Premier tour | Premier tour | Second tour | Second tour | Sièges | Sièges |
| Tête de liste            | Tête de liste        | Liste          | Voix         | %            | Voix        | %           | CM     | CC     |
| ------------------------ | -------------------- | -------------- | ------------ | ------------ | ----------- | ----------- | ------ | ------ |
|                          | Roger Jacquet *      | DVG            | 1 106        | 38,02        | 1 214       | 40,90       | 21     | 10     |
|                          | Nicole Progin        | SE             | 962          | 33,07        | 1 167       | 39,32       | 5      | 3      |
|                          | Jean-Claude Begassat | DVD            | 670          | 23,03        | 587         | 19,78       | 3      | 1      |
|                          | Roger Boizat         | DVD            | 171          | 5,88         |             |             |        |        |
|                          |                      |                |              |              |             |             |        |        |
| Inscrits                 | Inscrits             | Inscrits       | 5 011        | 100,00       | 5 011       | 100,00      |        |        |
| Abstentions              | Abstentions          | Abstentions    | 1 953        | 38,97        | 1 911       | 38,14       |        |        |
| Votants                  | Votants              | Votants        | 3 058        | 61,03        | 3 100       | 61,86       |        |        |
| Blancs et nuls           | Blancs et nuls       | Blancs et nuls | 149          | 4,87         | 132         | 4,26        |        |        |
| Exprimés                 | Exprimés             | Exprimés       | 2 909        | 95,13        | 2 968       | 95,74       |        |        |
| * Liste du maire sortant |                      |                |              |              |             |             |        |        |

### Saint-Germain-du-Puy
- Maire sortant : Maxime Camuzat (PCF)
- 27 sièges à pourvoir au conseil municipal (population légale 2011 : 4 930 habitants)
- 4 sièges à pourvoir au conseil communautaire (CA Bourges Plus)

|                          | Maxime Camuzat * | PCF-PS-EELV    | 1 483 | 100,00 | 27 | 4 |  |  |
|                          |                  |                |       |        |    |   |  |  |
| Inscrits                 | Inscrits         | Inscrits       | 3 869 | 100,00 |    |   |  |  |
| Abstentions              | Abstentions      | Abstentions    | 1 771 | 45,77  |    |   |  |  |
| Votants                  | Votants          | Votants        | 2 098 | 54,23  |    |   |  |  |
| Blancs et nuls           | Blancs et nuls   | Blancs et nuls | 615   | 29,31  |    |   |  |  |
| Exprimés                 | Exprimés         | Exprimés       | 1 483 | 70,69  |    |   |  |  |
| * Liste du maire sortant |                  |                |       |        |    |   |  |  |

### Saint-Martin-d'Auxigny
- Maire sortant : Fabrice Chollet
- 19 sièges à pourvoir au conseil municipal (population légale 2011 : 2 228 habitants)
- 4 sièges à pourvoir au conseil communautaire (CC Terres du Haut Berry)

|                          | Fabrice Chollet * | DVG            | 786   | 100,00 | 19 | 4 |  |  |
|                          |                   |                |       |        |    |   |  |  |
| Inscrits                 | Inscrits          | Inscrits       | 1 665 | 100,00 |    |   |  |  |
| Abstentions              | Abstentions       | Abstentions    | 668   | 40,12  |    |   |  |  |
| Votants                  | Votants           | Votants        | 997   | 59,88  |    |   |  |  |
| Blancs et nuls           | Blancs et nuls    | Blancs et nuls | 211   | 21,16  |    |   |  |  |
| Exprimés                 | Exprimés          | Exprimés       | 786   | 78,84  |    |   |  |  |
| * Liste du maire sortant |                   |                |       |        |    |   |  |  |

### Saint-Satur
- Maire sortant : Claude Cineau
- 19 sièges à pourvoir au conseil municipal (population légale 2011 : 1 579 habitants)
- 3 sièges à pourvoir au conseil communautaire (CC Pays Fort Sancerrois Val de Loire)

|                | Patrick Timmermann | DVD            | 482   | 68,46  | 16 | 3 |  |  |
|                | Jérôme Concegil    | SE             | 222   | 31,53  | 3  |   |  |  |
|                |                    |                |       |        |    |   |  |  |
| Inscrits       | Inscrits           | Inscrits       | 1 203 | 100,00 |    |   |  |  |
| Abstentions    | Abstentions        | Abstentions    | 436   | 36,24  |    |   |  |  |
| Votants        | Votants            | Votants        | 767   | 63,76  |    |   |  |  |
| Blancs et nuls | Blancs et nuls     | Blancs et nuls | 63    | 8,21   |    |   |  |  |
| Exprimés       | Exprimés           | Exprimés       | 704   | 91,79  |    |   |  |  |

### Sainte-Solange
- Maire sortant : Roger Demarsy
- 15 sièges à pourvoir au conseil municipal (population légale 2011 : 1 178 habitants)
- 4 sièges à pourvoir au conseil communautaire (CC Terres du Haut Berry)

|                | Georges Lamy    | SE             | 352 | 61,11  | 12 | 3 |  |  |
|                | Christian Senet | SE             | 224 | 38,89  | 3  | 1 |  |  |
|                |                 |                |     |        |    |   |  |  |
| Inscrits       | Inscrits        | Inscrits       | 940 | 100,00 |    |   |  |  |
| Abstentions    | Abstentions     | Abstentions    | 329 | 35,00  |    |   |  |  |
| Votants        | Votants         | Votants        | 611 | 65,00  |    |   |  |  |
| Blancs et nuls | Blancs et nuls  | Blancs et nuls | 35  | 5,73   |    |   |  |  |
| Exprimés       | Exprimés        | Exprimés       | 576 | 94,27  |    |   |  |  |

### Sancerre
- Maire sortant : Jacques Haton
- 19 sièges à pourvoir au conseil municipal (population légale 2011 : 1 594 habitants)
- 3 sièges à pourvoir au conseil communautaire (CC Pays Fort Sancerrois Val de Loire)

| Tête de liste            | Tête de liste   | Liste          | Premier tour | Premier tour | Second tour | Second tour | Sièges | Sièges |
| Tête de liste            | Tête de liste   | Liste          | Voix         | %            | Voix        | %           | CM     | CC     |
| ------------------------ | --------------- | -------------- | ------------ | ------------ | ----------- | ----------- | ------ | ------ |
|                          | Laurent Pabiot  | SE             | 319          | 44,49        | 355         | 46,96       | 14     | 2      |
|                          | Jacques Haton * | DVD            | 299          | 41,70        | 323         | 42,72       | 4      | 1      |
|                          | Martine Brion   | SE             | 99           | 13,81        | 78          | 10,32       | 1      |        |
|                          |                 |                |              |              |             |             |        |        |
| Inscrits                 | Inscrits        | Inscrits       | 1 032        | 100,00       | 1 032       | 100,00      |        |        |
| Abstentions              | Abstentions     | Abstentions    | 274          | 26,55        | 259         | 25,10       |        |        |
| Votants                  | Votants         | Votants        | 758          | 73,45        | 773         | 74,90       |        |        |
| Blancs et nuls           | Blancs et nuls  | Blancs et nuls | 41           | 5,41         | 17          | 2,20        |        |        |
| Exprimés                 | Exprimés        | Exprimés       | 717          | 94,59        | 756         | 97,80       |        |        |
| * Liste du maire sortant |                 |                |              |              |             |             |        |        |

### Sancoins
- Maire sortant : Pierre Guiblin
- 23 sièges à pourvoir au conseil municipal (population légale 2011 : 3 301 habitants)
- 13 sièges à pourvoir au conseil communautaire (CC Les Trois Provinces)

|                          | Pierre Guiblin * | DVG            | 995   | 68,53  | 20 | 11 |  |  |
|                          | Philippe Monnet  | DVD            | 457   | 31,47  | 3  | 2  |  |  |
|                          |                  |                |       |        |    |    |  |  |
| Inscrits                 | Inscrits         | Inscrits       | 2 302 | 100,00 |    |    |  |  |
| Abstentions              | Abstentions      | Abstentions    | 763   | 33,15  |    |    |  |  |
| Votants                  | Votants          | Votants        | 1 539 | 66,85  |    |    |  |  |
| Blancs et nuls           | Blancs et nuls   | Blancs et nuls | 87    | 5,65   |    |    |  |  |
| Exprimés                 | Exprimés         | Exprimés       | 1 452 | 94,35  |    |    |  |  |
| * Liste du maire sortant |                  |                |       |        |    |    |  |  |

### Savigny-en-Sancerre
- Maire sortant : Thérèse Ruelle
- 15 sièges à pourvoir au conseil municipal (population légale 2011 : 1 073 habitants)
- 4 sièges à pourvoir au conseil communautaire (CC Pays Fort Sancerrois Val de Loire)

|                          | Thérèse Ruelle * | DVG            | 389 | 100,00 | 15 | 4 |  |  |
|                          |                  |                |     |        |    |   |  |  |
| Inscrits                 | Inscrits         | Inscrits       | 792 | 100,00 |    |   |  |  |
| Abstentions              | Abstentions      | Abstentions    | 293 | 36,99  |    |   |  |  |
| Votants                  | Votants          | Votants        | 499 | 63,01  |    |   |  |  |
| Blancs et nuls           | Blancs et nuls   | Blancs et nuls | 110 | 22,04  |    |   |  |  |
| Exprimés                 | Exprimés         | Exprimés       | 389 | 77,96  |    |   |  |  |
| * Liste du maire sortant |                  |                |     |        |    |   |  |  |

### Trouy
- Maire sortant : Gérard Santosuosso
- 27 sièges à pourvoir au conseil municipal (population légale 2011 : 3 819 habitants)
- 3 sièges à pourvoir au conseil communautaire (CA Bourges Plus)

|                          | Gérard Santosuosso * | DVG            | 1 278 | 59,03  | 22 | 3 |  |  |
|                          | Bertrand Tissier     | FG             | 499   | 23,05  | 3  |   |  |  |
|                          | Pascal Goudy         | PS             | 388   | 17,92  | 2  |   |  |  |
|                          |                      |                |       |        |    |   |  |  |
| Inscrits                 | Inscrits             | Inscrits       | 3 257 | 100,00 |    |   |  |  |
| Abstentions              | Abstentions          | Abstentions    | 983   | 30,18  |    |   |  |  |
| Votants                  | Votants              | Votants        | 2 274 | 69,82  |    |   |  |  |
| Blancs et nuls           | Blancs et nuls       | Blancs et nuls | 109   | 4,79   |    |   |  |  |
| Exprimés                 | Exprimés             | Exprimés       | 2 165 | 95,21  |    |   |  |  |
| * Liste du maire sortant |                      |                |       |        |    |   |  |  |

### Vasselay
- Maire sortant : Bernard Louis
- 15 sièges à pourvoir au conseil municipal (population légale 2011 : 1 207 habitants)
- 3 sièges à pourvoir au conseil communautaire (CC Terres du Haut Berry)

|                | Michel Audebert | SE             | 501 | 100,00 | 15 | 3 |  |  |
|                |                 |                |     |        |    |   |  |  |
| Inscrits       | Inscrits        | Inscrits       | 996 | 100,00 |    |   |  |  |
| Abstentions    | Abstentions     | Abstentions    | 408 | 40,96  |    |   |  |  |
| Votants        | Votants         | Votants        | 588 | 59,04  |    |   |  |  |
| Blancs et nuls | Blancs et nuls  | Blancs et nuls | 87  | 14,80  |    |   |  |  |
| Exprimés       | Exprimés        | Exprimés       | 501 | 85,20  |    |   |  |  |

### Vierzon
- Maire sortant : Nicolas Sansu (PCF)
- 35 sièges à pourvoir au conseil municipal (population légale 2011 : 26 743 habitants)
- 20 sièges à pourvoir au conseil communautaire (CC Vierzon-Sologne-Berry)

| Tête de liste            | Tête de liste    | Liste          | Premier tour | Premier tour | Second tour | Second tour | Sièges | Sièges |
| Tête de liste            | Tête de liste    | Liste          | Voix         | %            | Voix        | %           | CM     | CC     |
| ------------------------ | ---------------- | -------------- | ------------ | ------------ | ----------- | ----------- | ------ | ------ |
|                          | Nicolas Sansu *  | PCF-PS-EELV    | 4 038        | 38,83        | 4 723       | 42,78       | 25     | 14     |
|                          | Nadia Essayan    | MoDem          | 2 852        | 27,42        | 4 303       | 38,97       | 7      | 4      |
|                          | Bruno Bourdin    | FN             | 2 132        | 20,50        | 2 015       | 18,25       | 3      | 2      |
|                          | Stéphane Mousset | DVD            | 898          | 8,63         |             |             |        |        |
|                          | Régis Robin      | LO             | 480          | 4,61         |             |             |        |        |
|                          |                  |                |              |              |             |             |        |        |
| Inscrits                 | Inscrits         | Inscrits       | 19 058       | 100,00       | 19 058      | 100,00      |        |        |
| Abstentions              | Abstentions      | Abstentions    | 8 314        | 43,62        | 7 678       | 40,29       |        |        |
| Votants                  | Votants          | Votants        | 10 744       | 56,38        | 11 380      | 59,71       |        |        |
| Blancs et nuls           | Blancs et nuls   | Blancs et nuls | 344          | 3,20         | 339         | 2,98        |        |        |
| Exprimés                 | Exprimés         | Exprimés       | 10 400       | 96,80        | 11 041      | 97,02       |        |        |
| * Liste du maire sortant |                  |                |              |              |             |             |        |        |

### Vignoux-sur-Barangeon
- Maire sortant : Marc Delas
- 19 sièges à pourvoir au conseil municipal (population légale 2011 : 2 125 habitants)
- 9 sièges à pourvoir au conseil communautaire (CC Vierzon-Sologne-Berry)

|                          | Philippe Bulteau | SE             | 604   | 56,82  | 15 | 7 |  |  |
|                          | Marc Delas *     | DVG            | 459   | 43,18  | 4  | 2 |  |  |
|                          |                  |                |       |        |    |   |  |  |
| Inscrits                 | Inscrits         | Inscrits       | 1 552 | 100,00 |    |   |  |  |
| Abstentions              | Abstentions      | Abstentions    | 445   | 28,67  |    |   |  |  |
| Votants                  | Votants          | Votants        | 1 107 | 71,33  |    |   |  |  |
| Blancs et nuls           | Blancs et nuls   | Blancs et nuls | 44    | 3,97   |    |   |  |  |
| Exprimés                 | Exprimés         | Exprimés       | 1 063 | 96,03  |    |   |  |  |
| * Liste du maire sortant |                  |                |       |        |    |   |  |  |